# تشارلي نيومان
تشارلي نيومان (بالإنجليزية: Charlie Newman)‏ هو لاعب كرة قاعدة أمريكي، ولد في 5 نوفمبر 1868 في Juda, Wisconsin ‏ في الولايات المتحدة، وتوفي في 23 نوفمبر 1947 في سان دييغو في الولايات المتحدة.

## وصلات خارجية
- تشارلي نيومان على موقعبيزبول رفرنس.كوم (الدوري الرئيسي) (الإنجليزية)
- تشارلي نيومان على موقعبيزبول رفرنس.كوم (الدوري الثانوي) (الإنجليزية)